# Rok Roj
Rok Roj, slovenski nogometaš, * 10. avgust 1986, Maribor.
Roj je nekdanji profesionalni nogometaš, ki je igral na položaju branilca. V svoji karieri je igral za slovenske klube Maribor, Dravograd, Malečnik, Dravinjo, MU Šentjur, Olimpijo, Rudar Velenje, Zavrč in Dravo Ptuj, avstrijska Wolfsberger AC in WAC St. Andrä, nizozemski Volendam, kazahstanski Taraz in uzbekistanski Nasaf. Skupno je v prvi slovenski ligi odigral 71 tekem in dosegel štiri gole. Bil je tudi član slovenske reprezentance do 20 let.